# واهرام خان ظهرابیان
واهرام خان ظهرابیان (به ارمنی: Վահրամ Զոհրաբյան) سیاست‌مدار ارمنی‌تبار اهل ایران بود.

## زندگی‌نامه
در سال ۱۹۰۲م (۱۲۸۱خ.) در شهر همدان متولد شد. وی در سال ۱۹۵۴ (۱۳۳۳) از سوی ارامنهٔ جنوب ایران به نمایندگی دورهٔ هجدهم مجلس شورای ملی برگزیده شد.
واهرام خان ظهرابیان در سال ۱۹۵۶ (۱۳۳۵) به عنوان مشاور در بخش اموال و سپس برنامهٔ هیئت سالانهٔ وزارت دارایی مشغول به کار گردید و تا پایان سال ۱۹۵۸  (۱۳۳۷) این مسئولیت را برعهده داشت. وی در طی نمایندگی خویش موفق به بازگرداندن مالکیت برخی از مدارس و اراضی به جامعه ارامنه گردید.
واهرام ظهرابیان در ۶ اوت ۱۹۷۵م (۱۵ مرداد ۱۳۵۴) در تهران درگذشت.